# Joan Peiró
Joan Peiró Belis, (Joan Peiró i Belis) né le 18 février 1887 dans le quartier de Sants, à Barcelone, est un syndicaliste libertaire espagnol.
Il est secrétaire général de la Confédération nationale du travail clandestine dans les années 1920.
Pendant la Seconde République espagnole, après le soulèvement nationaliste des 17 et 18 juillet 1936 en Espagne, il est avec Horacio Martínez Prieto l'un des deux principaux dirigeants de la CNT et artisans majeurs de la participation anarcho-syndicaliste au gouvernement du Front populaire de novembre 1936 à mai 1937
Il est ministre de l'Industrie de 1936 à 1937 puis commissaire général de l'énergie électrique en 1938.
Après son exil à Paris, il est fusillé par le régime franquiste le 24 juillet 1942 à Paterna (Valencia, Espagne).

## Biographie

### Jeunesse et débuts dans le syndicalisme
À huit ans, il commence à travailler dans une fabrique de verre de Barcelona, et n'apprend ni à lire ni à écrire avant ses vingt-deux ans. Il continue à travailler dans le secteur vitrier, et participe à la fondation avec d'autres de la coopérative du verre Cristalleries de Mataró dans la ville du même nom. Il se marie en 1907 avec Mercè Olives, ouvrière dans le textile, avec laquelle il a sept enfants, trois fils (Joan, Josep et Liberto) et quatre filles (Aurora, Aurèlia, Guillermina et Mercè).
Son activité de syndicaliste commence en 1906 ; il accède pour la première fois à des fonctions de responsable en 1916, comme secrétaire général de la Fédération espagnole des vitriers et cristalliers (1916-1920) et directeur des périodiques La Colmena Obrera (organe des syndicats de Badalone) et El Vidrio (organe de la Fédération des vitriers). Peiró devient ensuite directeur de publications plus importantes, notamment le quotidien Solidaridad Obrera, en 1930, puis le quotidien Catalunya (1937).
Influencé par le syndicalisme révolutionnaire français, il joue un rôle important dans la branche catalane de la CNT à partir du congrès de Sants, en 1918. Au congrès de La Comedia, en 1919, il défend les fédérations syndicales industrielles.

### Les années 1920
En 1920, Joan Peiró est la cible de deux attentats ; il est arrêté et emprisonné à Soria, puis à Vitoria. Élu secrétaire général de la CNT en 1922, c'est pendant qu'il exerce cette fonction que se déroule la conférence de Saragosse, au cours de laquelle les adhérents de la CNT approuvent la sortie de l'Internationale syndicale rouge, et décident de rejoindre l'Association internationale des travailleurs. Au cours de cette même conférence, Peiró, aux côtés de Seguí, Pestaña et Viadiu, défend la « motion politique », très critiquée par les secteurs les plus orthodoxes de l'organisation.
Il s'installe à Mataró en 1922, et dirige trois ans plus tard la mise en place de la coopérative du verre Cristalleries de Mataró qu'il avait déjà tenté de fonder auparavant. Lorsque Primo de Rivera arrive au pouvoir, la CNT devient illégale, ses locaux sont fermés et ses publications suspendues. Beaucoup de ses militants sont arrêtés - Peiró est emprisonné à trois reprises, en 1925, 1927 et 1928. Cette dernière année, il est à nouveau élu secrétaire général de la CNT.
Il critique l'UGT pour sa participation aux conseils d'arbitrage mixtes sous la dictature. Il défend l'idée d'une organisation de masse, principalement orientée vers l'activité syndicale, et s'oppose aux plus anarchistes du mouvement, aux groupes d'action ; il adhère à la FAI, mais n'y milite pas.

### La Seconde République et la Guerre civile
En 1930, il signe le manifeste Inteligencia Republicana et fait l'objet de nombreuses critiques internes, qui le conduisent finalement à se rétracter. Il défend les fédérations syndicales industrielles jusqu'en 1931, au congrès de Madrid, où il parvient à obtenir d'importants soutiens face aux thèses de la FAI. Lors de ce même congrès, il promeut une motion intitulée Posición de la CNT frente a las Cortes Constituyentes (Avis de la CNT quant aux Cortes Contituyentes - Assemblée constituante), dans laquelle est exprimée l'idée selon laquelle l'avènement de la République pourrait représenter une avancée pour les classes laborieuses. Cette motion est finalement adoptée avec quelques modifications, malgré l'opposition de la FAI qui y voit un soutien aux mécanismes politiques bourgeois.
En 1931, avec vingt-neuf autres membres éminents de la CNT - entre autres Ángel Pestaña - il signe le Manifiesto de los Treinta (Manifeste des Trente ou trentisme), analyse de la situation économique et sociale espagnole où sont critiqués aussi bien le gouvernement républicain que la frange radicale de la CNT. Les représentants de cette dernière tendance obtiennent la démission de Pestaña de son poste au comité central du mouvement, et provoquent le départ des syndicats de Sabadell, suivis par d'autres qui constituent un groupe appelé "syndicats d'opposition". Peiró prend part à la scission, sans y jouer un rôle majeur, et tente d'éviter la rupture définitive. La réunification des deux tendances a lieu en 1936.
Après le soulèvement militaire, Peiró devient vice-président du comité antifasciste de Mataró, et envoie ses fils au front. Il soutient l'entrée de la CNT dans le gouvernement de la Généralité de Catalogne, ainsi que dans celui de la République, et élabore un projet de république sociale fédérale à mettre en œuvre après la fin des hostilités.
Le 4 novembre 1936, avec García Oliver, Federica Montseny et Juan López Sánchez, il est l'un des quatre ministres anarchistes du gouvernement de Largo Caballero, où il est chargé de l'industrie,.

### Exil, arrestation et mise à mort
Après la défaite militaire et la chute de la Seconde République Peiró s'exile en France le 5 février 1939. Après l'invasion nazie, il est arrêté par la Gestapo alors qu'il quitte Paris pour se rendre en zone libre. Peiró est remis aux autorités franquistes qui le fusillent le 24 juillet 1942 à Paterna (Valencia, Espagne).